# Шоколадний сироп
Шоколадний сироп — це солодка приправа зі смаком шоколаду. Його часто використовують як добаку або десертний соус для різних десертів, таких як морозиво, або змішують з молоком, щоб зробити шоколадне молоко, або змішують з молоком та морозивом, щоб зробити шоколадний молочний коктейль. Шоколадний сироп продається різної консистенції, починаючи від рідкої рідини, яку можна поливати з пляшки, і закінчуючи густим соусом, який потрібно нанести ложкою на десерт.
Шоколадний сироп також використовується для заливання пудингів та тортів. Деякі марки шоколадного сиропу продаються як шоколадний молочний сироп (наприклад, Nesquik). Інші марки продаються як начинки для морозива.

## Інгредієнти
Простий шоколадний сироп можна приготувати з несолодкого какао-порошку, підсолоджувача, такого як цукор, та води. Рецепти можуть також включати інші інгредієнти, такі як кукурудзяний сироп, солод та ароматизатори, такі як екстракт ванілі .
Промислові рецепти можуть містити такі інгредієнти, як:
- Кукурудзяний сироп із високим вмістом фруктози
- Кукурудзяний сироп
- Вода
- Цукор
- Какао
- Сорбат калію (консервант)
- Сіль
- Моно та дигліцериди (емульгатор)
- Полісорбат 60
- Ксантанова камедь
- Ванілін (штучний ароматизатор)

## Інше використання
Шоколадний сироп часто використовувався в чорно-білих фільмах для імітації крові, оскільки виконавцям було безпечно ковтати, легко виводити з одягу та дешево купувати. Його використовували в багатьох фільмах, зокрема «Жінка-оса» та «Психо».
Починаючи з 1890-х років, шоколадний сироп також продавався як препарат для лікування недугів, в тому числі для немовлят, які страждали на кольки. Частково завдяки прийняттю 1906 року Закону про чисті продукти харчування та ліки, який вимагав чіткого та точного маркування, шоколадний сироп почав переходити від переважно медичного застосування до комерційного використання.

## Продукти
- Шоколадний сироп U-bet від Fox
- Шоколадний соус чиєїсь матері
- Шоколадний сироп Bosco
- Шоколадний сироп Герші
- Шоколадний сироп Калвер
- Шоколадний сироп Nestle Nesquik

## Дивитися також
- Ганаш, розтоплений шоколад та вершки
- Гаряча випічка, густий шоколадний соус
- Список десертних соусів
- Список сиропів